# FCS-3

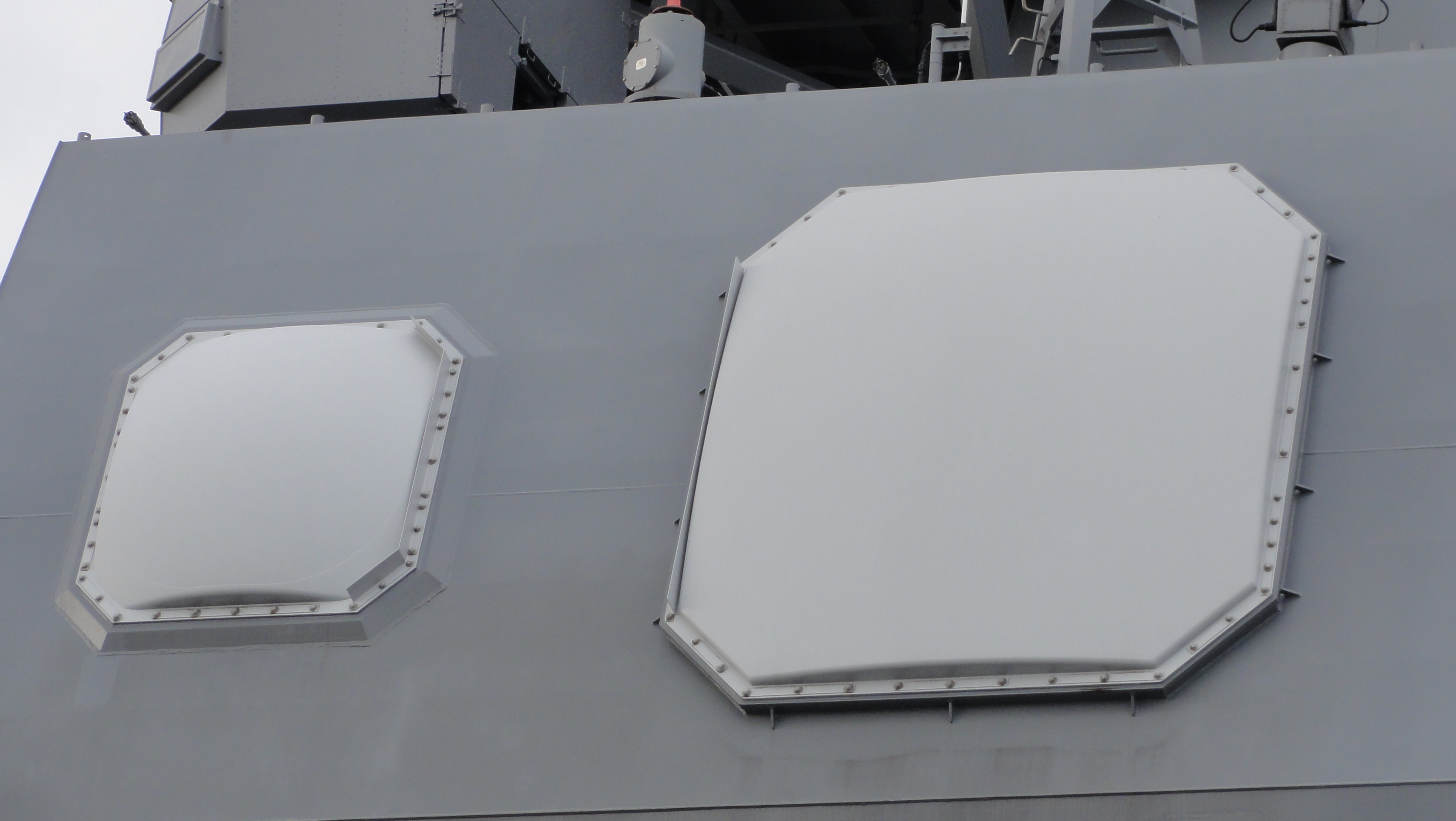
일본 헬기모함 이세함(DDH-182)에 장비된 FCS-3 레이더다. 큰 것은 C밴드 레이더고, 작은 것은 X밴드 레이더다.

FCS-3는 일본 미쓰비시 전기가 개발한 3차원 대공 AESA 해상 레이더다. 파생형으로는 OPS-50A,OPY-1등이 있다.

## 제원
- 제작국가 :  일본
- 밴드 종류 : C 밴드, X 밴드
- 탑재함 : 아키즈키급 호위함, 아사히급 호위함, 이즈모형 호위함, 휴가형 구축함

## 파생형

### OPS-50A
2015년 이즈모형 호위함에 탑재되어 출시됐다. 이즈모함은 수직발사대가 일체 없기 때문에 사격통제 레이더를 소요하는 미사일이 딱히 없다. 그래서 FCS-3에서 X밴드 레이더를 뺀 C밴드 레이더만 이즈모함에 탑재됐다. 이것을 OPS-50A라고 부른다. 따라서 항공 관제 능력과 대공 수색 능력만 갖추고 있을 뿐이다.

### FCS-3A
FCS-3의 성능개량형. 아키즈키급 호위함에 탑재되었다. 

### OPY-1
2018년 아키즈키급 호위함의 후속함 아사히급 호위함에 탑재되어 출시됐다. 아사히급은 아키즈키급과 달리 대공이 아닌 대잠에 중점을 맞춘 함정인 까닭에 아사히급의 대공 능력 소요는 개함 방공을 크게 벗어나지 않는다. 탈레스 사의 APAR의 ICWI가 탑재되어있다.

## 같이 보기
- AN/SPY-6
- AN/SPY-3
- OPS-24
- 아키즈키급 호위함